# Здоровый образ жизни
Здоро́вый о́браз жи́зни (ЗОЖ) — образ жизни человека, помогающий сохранить здоровье и снизить риск неинфекционных заболеваний (НИЗ) путём контроля над поведенческими факторами риска.
Здоровый образ жизни подразумевает отказ от табака, употребления алкоголя и других наркотических веществ, рациональное питание, физическую активность (физические упражнения, спорт и тому подобное), укрепление психического здоровья и другие меры по укреплению здоровья.
Принципы образа жизни обычно закладываются в молодом возрасте, поэтому для формирования здорового образа жизни важным является формирование здорового образа в этом возрасте — привычки, сформировавшиеся в молодости, зачастую сохраняются и во взрослой жизни.

## Ключевые аспекты здорового образа жизни
Всемирная организация здравоохранения указывает, что неинфекционные заболевания в 70 % случаев являются причиной преждевременной смерти, поэтому укрепление здоровья, важной частью которого является здоровый образ жизни, является важным делом, и ВОЗ считает развертывание ориентированных на нужды людей служб первичной медико-санитарной помощи, которые, в дополнение к оказанию медицинской помощи, в первую очередь направлены на формирование здорового образа жизни и профилактику неинфекционных заболеваний
Наиболее важными аспектами для здорового образа жизни являются:
- отказ от курения;
- отказ от алкоголя и прочих наркотиков;
- здоровое питание;
- физическая активность, отказ от сидячего образа жизни.

К нездоровому образу жизни и, одновременно, к факторам, повышающим риск неинфекционных заболеваний, относятся: неправильное питание, малоподвижный образ жизни (низкий уровень физической активности), курение, злоупотребление алкоголем, чрезмерное употребление кофеина (кофе, чай, энергетики), нерегулярный режим сна, а также неадаптивное преодоление стрессов.

### Образ жизни и здоровье
Исследования показывают, что здоровый образ жизни способен привести к значительному увеличению продолжительности жизни. Исследование в Германии показало, что ЗОЖ ассоциирован с увеличением ожидаемой продолжительности жизни после 40 лет на 13—17 лет. Исследование в США говорит об увеличении ожидаемой продолжительности жизни после 50 лет на 12-14 лет.

#### Образ жизни и репродуктивное здоровье
Ожирение, потребление табака и алкоголя, газированных напитков с кофеином (но не чай, кофе и какао) негативно влияют на репродуктивное здоровье мужчин. Потребление алкоголя, курение и воздействие вторичного табачного дыма во время беременности повышают риски осложнений во время беременности, включая спонтанные аборты, а также вызывает повреждения ДНК как матери, так и младенца.

### Отказ от табака
Последствием курения является сокращение продолжительности жизни в среднем на 10 лет. Потребление табака ассоциировано с повышением отношения рисков смерти среди курящих мужчин в России в 1,6 раз в сравнении с некурящими, при этом, с курением связано 23 % смертей среди мужчин.
Среди потерь от табакокурения 48 % смертности приходится на сердечно-сосудистые и метаболические заболевания, 33 % на онкологические заболевания, 18 % на респираторные, и 1 % на другие причины смерти.
Курение табака повышает риск смерти:
- от бронхита и эмфиземы в 12 раз,
- от злокачественных новообразований трахеи, легкого, бронхов в 23 раза среди мужчин и в 13 раз среди женщин,
- от злокачественных новообразований губы, ротовой полости, гортани — в 5—11 раз,
- от рака пищевода — в 7 раз[15].

Отказ от табака приводит к значительному улучшению здоровья, в том числе:
- через 0,5-3 месяцев улучшается кровообращение и возрастают функциональные показатели дыхательной системы;
- через 1-9 месяцев уменьшается кашель и затруднения дыхания, восстанавливается функция мерцательного эпителия (ресничек) и снижается уязвимость для бронхолёгочных инфекций;
- через 1 год после отказа от курения риск ишемической болезни сердца сокращается в 2 раза;
- уже через 2 года отказа вероятность инсульта может снизиться до обычного уровня — такого же, как у никогда не куривших;
- через 5 лет вдвое снижаются риски развития рака ротовой полости, горла, пищевода и мочевого пузыря. У бросивших курить женщин — угроза рака шейки матки снижается до уровня никогда не куривших;
- после 10 лет вдвое (по сравнению с продолжающими курить) снижается риск смерти от рака легких, а также падает вероятность рака гортани и поджелудочной железы;
- через 15 лет риск ишемической болезни сердца возвращается к тому же уровню, как у никогда не куривших[16].

Кроме того, отмечается уменьшение риска диабета, повышение толерантности к нагрузкам, улучшение самочувствия, повышение потенции у мужчин, улучшение репродуктивной функции у женщин. Оздоровительный эффект при отказе от курения в молодости выше, но в любом возрасте отказ позволяет сохранить годы жизни, которые были бы потеряны при продолжении курения.
Большинство бросивших курить сделали это самостоятельно без врачебной поддержки или лекарственной терапии. Вероятность успеха каждой отдельной попытки бросить курить, в среднем, около 7,3 %.
Лечение никотиновой зависимости, включая лекарственную терапию и различные формы психологической и социальной поддержки, повышает вероятность отказа от табака.
Потребление электронных сигарет нельзя отнести к здоровому образу жизни, поскольку оно повышает риск инфаркта миокарда.

### Отказ от употребления алкоголя
По данным Всемирной организации здравоохранения, чрезмерное употребление алкоголя является причинным фактором более чем 200 нарушений здоровья, связанных с болезнями и травмами. ВОЗ определяет злоупотребление алкоголем как потребление за одно мероприятие более 60 мл чистого этанола (этилового спирта, безводного алкоголя) для мужчин и более 50 мл для женщин по крайней мере раз в месяц. 50-60 мл этанола соответствует 125—150 мл водки, 417—500 мл вина, 1,1-1,3 л пива.
Употребление алкоголя — причина не только высокой смертности, но и заболеваемости, преступности, травматизма, дорожно-транспортных происшествий, домашнего и бытового насилия. Потребление алкоголя повышает риски развития рака горла, рта, груди, желудка, толстой кишки, прямой кишки, печени, а также травматизма, цирроза печени, панкреатита, наконец, развития алкогольной зависимости.
В настоящий момент ведутся дискуссии о том, существует ли кардиопротективный эффект малых доз алкоголя. Критики «кардиопротективного эффекта» малых доз алкоголя указывают на то, что он может быть следствием наличия в непьющих подгруппах людей с плохим здоровьем, а также людей, бросивших пить из-за проблем с алкоголем, и некоторые исследования это подтверждают.
Ряд медицинских организаций рекомендует тем, кто не употребляет алкоголь, не начинать его употребление, и предостерегает от того, чтобы трактовать наблюдаемые эффекты более низкой смертности среди «умеренно употребляющих» по сравнению с трезвенниками как следствие благоприятного воздействия умеренных доз алкоголя.

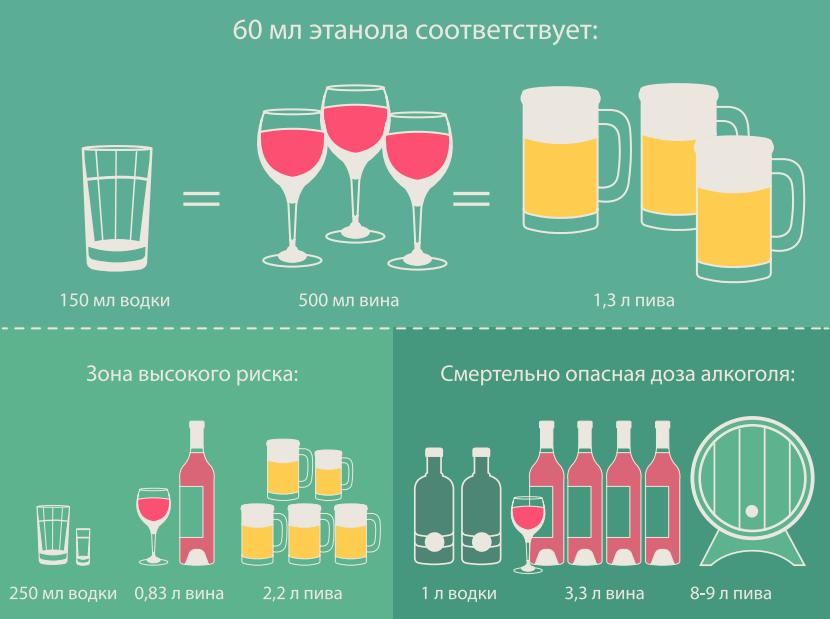

По мере увеличения потребления алкоголя человеком свыше 30 мл в день значительно повышается риск смерти человека, прежде всего от внешних причин и сердечно-сосудистых заболеваний. Потребляющие более 100 мл этанола за раз (250 мл водки, 0,83 л вина, 2,2 л пива) находятся в зоне очень высокого риска. Смертельно опасная доза алкоголя составляет 200—400 мл этанола, выпитого за одно мероприятия (в зависимости от определённых характеристик человека, таких как пол, возраст и другие).
Недооценка вреда потребления больших объёмов алкоголя одномоментно приводит к трагедиям. Например, в 2003 году один из магазинов в Волгодонске организовал конкурс, суть которого заключалась в том, чтобы выпить как можно больше водки в течение короткого времени. Один из участников, выпивший 1,5 л водки, скончался, пять участников были доставлены в реанимацию.
Особо опасным является употребление алкоголя в форме сверхкрепких суррогатов — одеколонов, чистящих средств, псевдолекарств.
Для стран Восточной Европы характерен наиболее опасный тип потребления алкоголя, при котором значительную часть потребления составляет крепкий алкоголь, что приводит к высокому уровню потерь от алкоголя. Масштабы проблемы показывают отдельные доступные российские данные судебно-медицинской экспертизы: среди умерших имели повышенное содержание алкоголя в биологических жидкостях в Курске — 29 % мужчин, 9 % женщин, 1991 г.; в Ижевске — 47 % мужчин 20−55 лет, конец 1990-х гг.; в Барнауле — 53 % мужчин, 42 % женщин, 1990—2004 гг.. Таким образом, сокращение потребления крепкого алкоголя для стран, в которых оно является главным фактором смертности мужчин трудоспособного возраста, должно быть одной из основных целей политики в области общественного здравоохранения.

### Здоровое питание
Здоровое питание является важнейшим средством профилактики развития целого ряда неинфекционных заболеваний и способствует увеличению здоровой продолжительности жизни.

### Ожирение
Ожирение является фактором риска развития таких заболеваний как диабет, сердечно-сосудистые заболевания, болезни печени, желчного пузыря, пищевода, гормональные нарушения, включая поликистозный синдром яичников и гипогонадизм, нарушения опорно-двигательной системы, в том числе остеоартроз, и некоторые онкологические заболевания (рак эндометрия, молочной железы, яичника, предстательной железы, печени, желчного пузыря, почки и толстой кишки и т. д.).
В молодых и зрелых возрастах избыточный вес и ожирение ассоциированы с повышенной смертностью от всех причин. В старших возрастах (после 70 лет) с повышенной смертностью ассоциированы недостаточный вес и ожирение 2-й и более степени, в то время как нормальный вес и ожирение 1-й степени ассоциированы с наиболее оптимальным уровнем здоровья («парадокс ожирения»).

### Диеты
Диеты здорового питания ассоциированы со значительным снижением риска смертности от всех причин (на 22 %), сердечно-сосудистых заболеваний (22 %), рака (15 %) и сахарного диабета 2-го типа (22 %).

#### Продукты здорового питания
Основа здорового питания — высокое потребление разнообразной растительной пищи. Многие вещества, содержащиеся в растительной пище, обладают антиоксидантными и противовоспалительными свойствами, препятствуют тромбообразованию, регулируют артериальное давление, активность ферментов, нормализуют уровень глюкозы в крови, корректируют липидный профиль, влияют на экспрессию генов и сигнальные пути, улучшают состояние миокарда, а также влияют на некоторые биомаркеры, ассоциированные с сердечно-сосудистыми заболеваниями.
Мета-анализы когортных исследований показали, что потребление отдельных групп продуктов питания ассоциировано со снижением рисков смертности от всех причин, включая продукты с высоким содержанием пищевых волокон (клетчатки), в том числе овощи, фрукты (прежде всего свежие, а не консервированные), орехи, бобовые, цельнозерновые продукты, а также рыба, оливковое масло, умеренное потребление кисломолочных продуктов.
Исследования, в том числе в России, говорят о том, что потребление кофе, в том числе декофеинизированного, ассоциировано со снижением смертности от всех причин.

#### Продукты питания, полезные при умеренном потреблении
Клинические и эпидемиологические исследования показывают, что продукты, богатые какао, снижают риск сердечно-сосудистых заболеваний, так как какао имеет высокое содержание полифенолов, особенно флавоноидов. Потребление темного шоколада может способствовать чувству насыщения и снижения калорийности питания. В то же время неумеренное потребление шоколадных конфет ассоциировано с увеличением массы тела, без увеличения при этом рисков сердечной недостаточности.
Яйца при умеренном потреблении (оптимально не более одного яйца раз в 2 дня) ассоциированы со снижением рисков смертности от всех причин, при более высоком потреблении наблюдается рост риска. Высокое потребление яиц (более 1 шт. в день) связано с повышением рисков ИБС, сердечной недостаточности на 25 %, инфаркта миокарда.

#### Нездоровое питание
С повышенными рисками смертности от всех причин связано потребление красного мяса, особенно переработанного (колбасы, сосиски, бекон), подслащенных напитков (большинство из которых — популярные газированные напитки).
Таким образом, избыточное потребление групп продуктов ассоциировано с распространённостью хронических неинфекционных заболеваний и смертности от всех причин, что позволяет называть их продуктами нездорового питания или вредными продуктами питания.
Высокое потребление соли и солёных продуктов (фаст-фуд, соленья, полуфабрикаты, чипсы) является одной из причин повышенного кровяного давления и сердечно-сосудистых заболеваний. Всемирная организация здравоохранения рекомендует ограничение потребления соли для взрослых на уровне <5 г соли в сутки (<2 г натрия в сутки).
Если потребление обычного картофеля нейтрально для здоровья, картофель фри повышает риски заболеваний и преждевременной смерти. Учёные предполагают, что дело в глубокой прожарке, зачастую в многократно использованном масле, что способствует образованию канцерогена акриламида и транс-жиров.

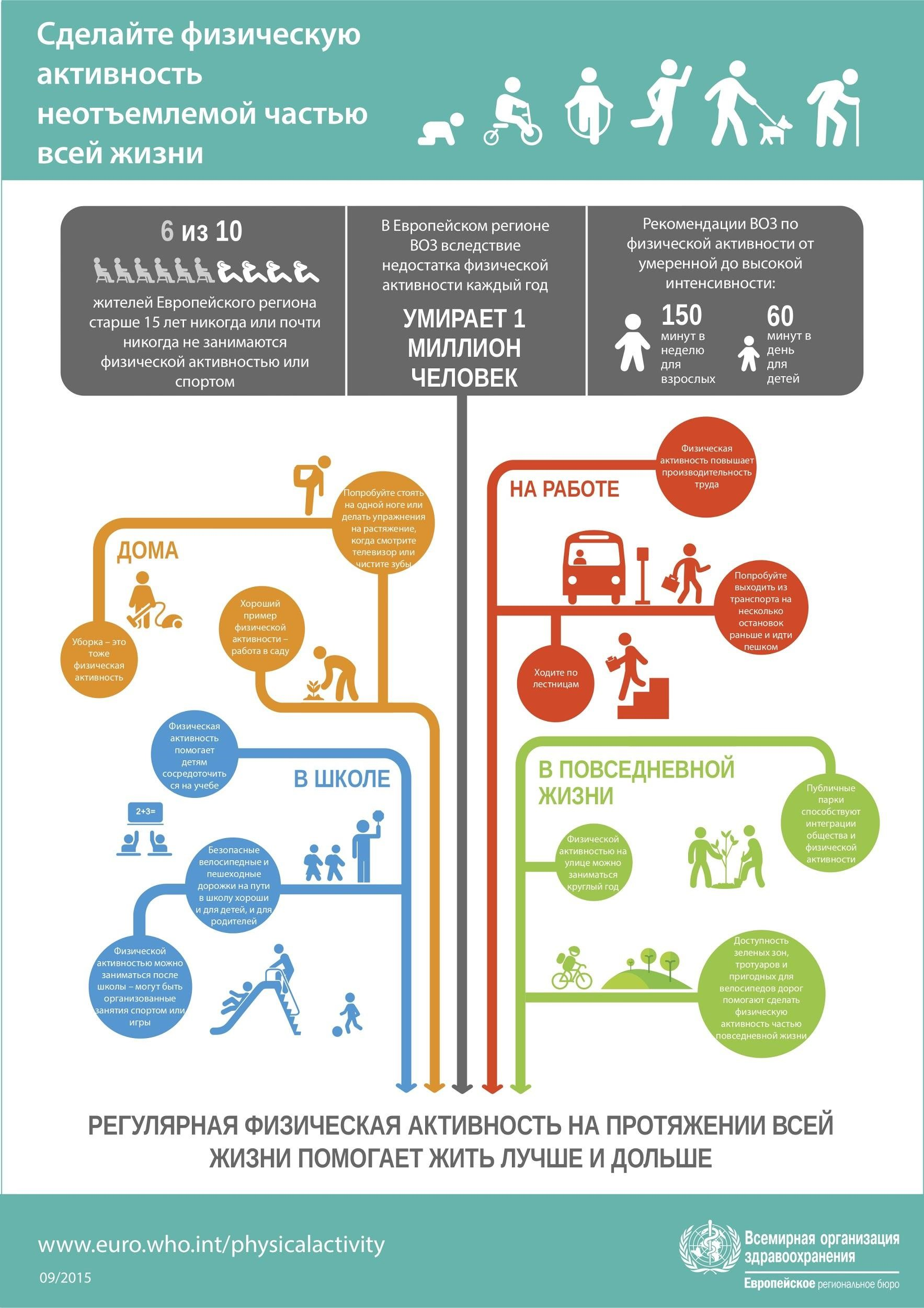
Инфографика Всемирной организации здравоохранения, посвященная физической активности

### Физическая активность
Люди, которые занимаются физической активностью и спортом, реже страдают рядом заболеваний, в том числе, болезнями сердца и онкологическими заболеваниями. Кроме того, они чаще имеют здоровую массу тела и состав тканей.
Исследования показывают, что физическая активность снижает риски смертности от всех естественных причин, а именно 2,5 часа в неделю (эквивалентно 30 минутам умеренной активности в день в течение 5 дней в неделю) по сравнению с нулевой активностью связано со снижением риска смертности от всех причин на 19 %, в то время как 7 часов умеренной активности в неделю — на 24 %.
При этом досуговая физическая активность (физические упражнения, прогулки, активный транспорт) ассоциирована с более низким уровнем смертности от всех причин, а тяжёлая физическая активность на работе не оказывает такого позитивного воздействия либо ассоциирована с более высоким уровнем её, что может быть связано с меньшим вкладом аэробной нагрузки в физическую активность на работе. Таким образом, досуговая физическая активность необходима и для людей, занятых физическим трудом.
Сидение, в особенности без частых перерывов, ассоциировано с повышением смертности от всех причин, при этом физическая активность не компенсирует вреда сидения.
Также целый ряд научных исследований доказывает эффективность использования шагомеров для повышения уровня физической активности, а также доказывает, что их использование способствует улучшению состояния здоровья людей. Они показывают, что после начала использования шагомера уровень физической активности респондентов повышался, а вместе с ним улучшались и их физические показатели.

## Формирование здорового образа жизни
Формирование образа жизни, способствующего укреплению здоровья человека, осуществляется на трёх уровнях:
- социальном: пропаганда, информационно-просветительская работа;
- инфраструктурном: конкретные условия в основных сферах жизнедеятельности человека (наличие свободного времени, материальных средств), профилактические учреждения, экологический контроль;
- личностном: система ценностных ориентиров человека, стандартизация бытового уклада.

Под пропагандой здорового образа жизни понимают целый ряд мероприятий, направленных на его популяризацию, среди которых важнейшими являются просветительские и выездные программы, реклама в СМИ (радио, телевидение, Интернет).
Сегодня работа по формированию здорового образа жизни и укреплению общественного здоровья приобретает новый импульс: в национальный проект «Демография» включен федеральный проект «Укрепление общественного здоровья», и с 2019 года началась его активная реализация. Данный федеральный проект включает в себя следующие меры:
- Дальнейшее совершенствование нормативно-правовой и методической базы в области охраны общественного здоровья: нормативные правовые акты и методические документы по вопросам ведения гражданами здорового образа жизни, основанные на рекомендациях Всемирной организации здравоохранения, включая создание на базе центров здоровья и центров медицинской профилактики, центров общественного здоровья; законы, другие нормативные правовые акты и методические документы по вопросам здорового питания, включая закрепление понятия здорового, спортивного и иных видов питания, основанные на научных данных и рекомендациях Всемирной организации здравоохранения, Комиссии ФАО/ВОЗ по пищевым стандартам «Кодекс Алиментаруис»; санитарные правила (СП), санитарные правила и нормы (СанПиН), направленные на совершенствование государственного регулирования в области качества пищевой продукции, и стимулирования производства пищевой продукции, отвечающей критериям качества и принципам здорового питания.
- Развитие сети центров общественного здоровья в регионах. Минздрав России намерен преобразовать центры здоровья в российских муниципалитетах в центры общественного здоровья, которые будут учитывать такие факторы, влияющие на здоровье человека, как экология, питание, вредные привычки и транспорт[73].
- Реализация программ общественного здоровья в муниципальных образованиях.
- Реализация комплекса мер по повышению качества питания граждан: разработка научных рекомендаций по правильному питанию, повышение доступности необходимых пищевых продуктов для граждан, образовательные и информационные мероприятия, проведение проверок продуктов на предмет их качества и соответствия принципам здорового питания.
- Реализация массовых информационных кампаний по вопросам здорового образа жизни для мотивирования людей к ведению здорового образа жизни.
- Разработка и внедрение программ укрепления здоровья на рабочем месте (корпоративных программ укрепления здоровья).

## История становления и современная актуальность
В конце XIV века средневековый медицинский трактат «Tacuinum sanitatis» на латинском языке рассказывал о здоровом образе жизни. Прототипом этой книги мог стать труд багдадского учёного и врача Ибн Бутлана «Поддержание здоровья». Значительно больше внимания, нежели лечебным травам, в книге уделено описанию полезных и вредных свойств тех или иных видов пищи и съедобных растений, также приведены шесть условий сохранения здоровья.
В психолого-педагогическом направлении здоровый образ жизни рассматривается с точки зрения сознания, психики человека, мотивации. Имеются и другие точки зрения (например, медико-биологическая), однако резкой грани между ними нет, так как они нацелены на решение одной проблемы — укрепление здоровья индивидуума.
Здоровый образ жизни является предпосылкой для развития разных сторон жизнедеятельности человека, достижения им активного долголетия и полноценного выполнения социальных функций, для активного участия в трудовой, общественной, семейно-бытовой, досуговой форме жизнедеятельности. Здоровый образ жизни предстаёт как специфическая форма целесообразной активности человека — деятельность, направленная на сохранение, укрепление и улучшение его здоровья.
Актуальность здорового образа жизни вызвана возрастанием и изменением характера нагрузок на организм человека в связи с усложнением общественной жизни, увеличением рисков техногенного, экологического, психологического, политического и военного характеров, провоцирующих негативные сдвиги в состоянии здоровья.